# فلیکس پیکون
فلیکس پیکون (فرانسوی: Félix Picon‎؛ ۴ اکتبر ۱۸۷۴ – نامشخص) قایقران قایق بادبانی اهل فرانسه بود.